# Psychogenese

Kontinuum diagnostischer Kategorien bzw. Frage der Übergänge zwischen körperlichen und seelischen Erkrankungen

Der Begriff Psychogenese kann in folgenden drei Bedeutungen verwendet werden:
1. Entwicklung und Veränderung einzelner seelischer Fähigkeiten sowie der seelischen Struktur (Psyche) eines Individuums im Verlauf seiner Lebensgeschichte (Ontogenese). Beispiele sind die Entwicklung vom Kind zum Jugendlichen und Erwachsenen oder etwa von kurzen Handlungsketten zu längeren oder von gröberem zu „feinerem“ Verhalten usw.
2. Stufenweise Entwicklung seelischer Funktionen innerhalb verschiedener Arten (Phylogenese). Beispiele sind stammesgeschichtlich aufschlussreiche Verhaltensweisen, wie sie etwa von der vergleichenden Ethologie beschrieben werden.
3. Entstehungsgeschichte von psychiatrischen und psychosomatischen Erkrankungen sowie deren psychische Ursachen und Bedingungen (in diesem Zusammenhang auch Psychogenie genannt).

## Psychogenie
Psychogenie ist außerdem das am häufigsten gebrauchte Substantiv für gängige Zusammensetzungen mit dem Adjektiv psychogen, das erstmals von Robert Sommer im Sinne von „in der Psyche selbst begründet“ gebraucht wurde. Es handelt sich damit um eine Bezeichnung, die sich von somatischer Verursachung (= somatogen) abgrenzt und sich auf körperliche (etwa Bewegungsstörungen) und seelische Störungen und Verhaltensweisen bezieht, die nicht Folge körperlicher Ursachen sind, sondern vielmehr Folge von seelischer Eigengesetzlichkeit. So wird z. B. von psychogener Depression gesprochen, womit eine reaktive Depression gemeint ist. Bei einer psychogenen Lähmung ist an eine hysterische Symptomatik gedacht (Konversionsstörung). Psychogene Anfälle sind nicht organisch bedingte und daher nicht-epileptische Anfälle (vgl. Epilepsie). Psychogenie bezeichnet damit Abwärts-Effekte.

## Psychische Entwicklung
Dieser Begriff wird je nach psychologischer Schule unterschiedlich beschrieben.
In der Psychoanalyse wird die Entwicklung in direktem Zusammenhang mit der vorgeburtlichen Einheit „Mutter-Kind“ beschrieben, die über die Loslösung, die Trotzphase und die Pubertät bis zum Erwachsenwerden führt. Dazu gibt es eine schier unerschöpfliche Auswahl an Literatur. Als Psychogenetisches Grundgesetz werden die eingangs im Artikelvorspann genannten, miteinander zusammenhängenden Bedeutungen 1. und 2. verstanden. Der zeitliche Rahmen der vorgeburtlichen Faktoren psychischer Entwicklung wird damit gewissermaßen noch erweitert.
In der humanistischen Psychologie geht man davon aus, dass die seelischen Möglichkeiten bereits im Kind angelegt sind und es im Wesentlichen darum geht, eine Umgebung zu schaffen, in der sich das Kind mit seinen Fähigkeiten bestmöglich entfalten kann.
Eine verhaltenstherapeutische Erklärung für die Psychogenese ist die Verhaltensformung durch Belohnung (Konditionierung), Verhaltensveränderung (Shaping) oder Brechen von Gewohnheiten (Chaining).
Entwicklungspsychologie und Hirnforschung benutzen Strukturmodelle des Gehirns oder der Psyche, die mit den Aspekten der Selbstorganisation und Hierarchisierung von Verhalten in Zusammenhang stehen. Prominente Vertreter sind beispielsweise das psychogenetische Grundgesetz von Stanley Hall, das Intelligenzstrukturmodell von Piaget und das Modell der Ich-Entwicklung von Jane Loevinger.